# Хатимантай
Хатимантай (яп. 八幡平市 Хатимантай-си) — город в Японии, находящийся в префектуре Иватэ. Площадь города составляет 862,25 км², население — 26 952 человека (1 августа 2014), плотность населения — 31,26 чел./км².

## Географическое положение
Город расположен на острове Хонсю в префектуре Иватэ региона Тохоку. С ним граничат города Мориока, Нинохе, Кадзуно, Сембоку, посёлки Итинохе, Ивате, Сидзукуиси, Такко и село Такидзава.

## Население
Население города составляет 26 952 человека (1 августа 2014), а плотность — 31,26 чел./км². Изменение численности населения с 1980 по 2005 годы:
| 1980 | 34 926 чел. |  |
| 1985 | 33 770 чел. |  |
| 1990 | 33 287 чел. |  |
| 1995 | 32 751 чел. |  |
| 2000 | 32 485 чел. |  |
| 2005 | 31 079 чел. |  |

## Символика
Деревом города считается сосна густоцветная, цветком — горечавка шероховатая, птицей — Syrmaticus soemmerringii.